# Carlos Cavagnaro
Carlos Albert Cavagnaro (ur. 9 kwietnia 1946 w Necochea) – argentyński trener piłkarski.

## Kariera trenerska
W 1969 roku rozpoczął karierę szkoleniowca w klubie Argentinos Juniors, stając się najmłodszym trenerem piłkarskim (22 lata) w historii argentyńskiej Primera. Wkrótce zmienił klub na Vélez Sársfield, a w 1970 został zaproszony do meksykańskiego Pumas UNAM. W 1972 powrócił do ojczyzny, gdzie stał na czele Ferro Carril Oeste, a potem pracował z Circulo Italiano Atletico Regina. W 1975 prowadził meksykański Atlante FC. W 1976 objął stanowisko głównego trenera reprezentacji Gwatemali. Następnie trenował kluby Vélez Sársfield, Racing Club i Unión Santa Fe, aby w 1983 ponownie wrócić do kierowania reprezentację Gwatemali. Do 1989 prowadził reprezentacje Panamy, Grenady, Saint Kitts i Nevis i Filipin. W tym okresie jedynie w 1985 trenował klub Platense. Od 1989 do 2005 pracował z wieloma klubami, m.in. Defensores de Belgrano, El Porvenir, Chacarita Juniors, UNAH Choluteca. W 2005 został selekcjonerem reprezentacji Salwadoru. W 2007 trenował malediwski kub VB Sport.